# Mao (cantante)
Mao, pseudonimo di Mauro Gurlino (Torino, 16 aprile 1971), è un cantautore, compositore, polistrumentista, conduttore radio-televisivo e attore italiano.
Artista noto principalmente per la sua attività di cantautore e conduttore radio-televisivo, attivo dalla fine degli anni Ottanta, raggiunge notorietà a livello nazionale negli anni Novanta nel ruolo di leader del gruppo musicale Mao e la Rivoluzione e per la sua co-conduzione insieme ad Andrea Pezzi del programma televisivo Kitchen trasmesso su MTV.

## Biografia
Laureato in Storia e Critica del Cinema presso la Facoltà di Lettere e Filosofia dell'Università degli Studi di Torino con una tesi sul musical Yuppi du di Adriano Celentano, è stato leader negli anni Novanta del gruppo musicale Mao e la Rivoluzione con cui pubblica due dischi per la Virgin Records (Sale e Casa, arrivando a partecipare al Festival di Sanremo con Romantico e aprire per gli Oasis). Conduttore insieme ad Andrea Pezzi di programmi televisivi trasmessi su MTV (Kitchen, Hot, Romalive, Tiziana, Tokusho), speaker radiofonico fin dai tempi del liceo (Rai Radio 1, Radio Deejay, Radio Città Futura, Radio Flash), attore sia in lungometraggi (20 - Venti di Marco Pozzi, 500! di Giovanni Robbiano, Lorenzo Vignolo e Matteo Zingirian, Perdutoamor di Franco Battiato, A/R Andata + Ritorno, Passione sinistra e Ti amo troppo per dirtelo di Marco Ponti, I soliti idioti di Enrico Lando) che in cortometraggi (per la regia di Enrico Iacovoni, Nicola Rondolino, Igor Mendolia e Guido Norzi).
Collabora negli anni con diversi musicisti, tra cui Delta V, Max Gazzè e Morgan, produttore artistico del suo primo disco solista Black mokette pubblicato dalla Sony Music, a cui fa seguito la colonna sonora del film 500! pubblicata dalla Mescal. Insieme ai Santabarba è alla guida della resident band della trasmissione televisiva Scalo 76 trasmessa su Rai 2. Sempre in Rai, partecipa con la sua inseparabile chitarra al programma radiofonico Ventura Football Club in onda su Rai Radio 1.
Da oltre vent'anni, insieme al suo collettivo artistico CortoCorto, è “agitatore” del nightclubbing torinese con le sonorizzazioni di Duel / Soundtrack Contest, i contest cantautoriali di LaBase / Song Contest e il talk-show Il Salotto di Mao, format con cui ha ospitato nel corso degli anni più di 1.000 artisti. Per dieci anni ha fatto parte de Le Voci del Tempo, una compagnia che racconta la storia italiana in club, piazze, rassegne e teatri con spettacoli fatti di canzoni, immagini e parole.
Nel 2010 pubblica il suo terzo disco solista Piume pazze, distribuito gratuitamente su internet, a cui fanno seguito due romanzi musicali, Meglio tardi che Mao (Express Edizioni) nel 2011 e Olràit! Mao sogna Celentano e gliele canta (Arcana Edizioni) nel 2013. Gestisce il CortoCorto STUDIO, studio di produzioni e registrazioni audio-video situato nel cuore del quartiere San Salvario di Torino.
Tra il 2019 e il 2020 ritorna sul mercato discografico con i singoli Nudi alla meta, Le cose e il videoclip di Scusa caro vicino, nati dalla collaborazione artistica con la scrittrice Enrica Tesio e prodotti da DJ Aladyn e Max Bellarosa di Radio Deejay. Sempre nel 2020, in duetto con Il Tusco, pubblica il videoclip di Velenosa. Il 13 ottobre 2022, a venticinque anni esatti dalla pubblicazione del disco seminale Casa, Mao pubblica a sorpresa il videoclip di Stringimi #25, registrato in duetto con Bianco e girato ai Murazzi del Po di fronte allo storico locale Giancarlo. È attualmente al lavoro su un nuovo album di inediti.

## Discografia

### Mao e gli Indiani
Singoli (7")
- 1989 - Dolore fisico / Piccolo fratello

### Magnifica Scarlatti
Demo (MC)
- 1991 - Demo

Compilation (LP)
- 1991 - AA.VV. - Arezzo Wave 1991 (Magnifica Scarlatti - Apro il tempo)
- 1992 - AA.VV. - Bloom live vol. 1 (Magnifica Scarlatti - It ain't the end)

Compilation (MC)
- 1991 - AA.VV. - Arezzo Wave 1991 (Magnifica Scarlatti - Apro il tempo)

### Voodoo
Album (LP)
- 1992 - Il voltafaccia

Compilation (LP)
- 1990 - AA.VV. - Nightpieces (Voodoo - Rock the beat)
- 1990 - AA.VV. - Anteprima Rock - Rock Italia (Voodoo - Lysergic brain)

Compilation (LP Promo)
- 1990 - AA.VV. - Anteprima Rock - Rock Italia (Voodoo - Lysergic brain)

Compilation (MC)
- 1991 - AA.VV. - Torino Bagdad (Voodoo - Chiudi gli occhi, Everyday)

### Mao e la Rivoluzione
Album (CD - MC)
- 1996 - Sale
- 1997 - Casa

Singoli (12")
- 1996 - Febbre

Singoli (CD)
- 1997 - Stringimi
- 1998 - Chinese take away

Singoli (Promo 7")
- 1997 - Spice Girls / Mao - Spice Up Your Life / Romantico

Singoli (Promo CD)
- 1996 - Febbre
- 1996 - Il ritmo
- 1997 - Stringimi
- 1997 - Romantico
- 1998 - Satelliti

Compilation (CD)
- 1993 - AA.VV. - Hokahey! Songs for Freedom Coalition (Mao e la Rivoluzione - Visi pallidi)
- 1994 - AA.VV. - Bienal Lisboa 1994 (Mao e la Rivoluzione - Umida)
- 1996 - AA.VV. - Territorio Match Music (Mao e la Rivoluzione - Febbre)
- 1996 - AA.VV. - Musica che cambia - Max Generation 96 (Mao e la Rivoluzione - Al limite)
- 1997 - AA.VV. - MTV 24 Hours Party (Mao - Stringimi)
- 1997 - AA.VV. - Hit's Virgin Pop (Mao - Romantico)
- 1997 - AA.VV. - Radio Capital Compilation (Mao - Romantico)
- 1998 - AA.VV. - Hit's Rock Now (Mao - Satelliti)
- 1998 - AA.VV. - MescalAction (Mao - Chinese take away)
- 1999 - AA.VV. - Adidas Streetball Challenge (Mao - Stringimi)
- 2003 - AA.VV. - Mescal.it 2003 (Mao - Satelliti)

Compilation (MC)
- 1996 - AA.VV. - Territorio Match Music (Mao e la Rivoluzione - Febbre)
- 1997 - AA.VV. - MTV 24 Hours Party (Mao - Stringimi)
- 1997 - AA.VV. - Hit's Virgin Pop (Mao - Romantico)
- 1997 - AA.VV. - Radio Capital Compilation (Mao - Romantico)
- 1998 - AA.VV. - Hit's Rock Now (Mao - Satelliti)

### Mao
Album (CD)
- 2001 - Black mokette
- 2002 - 500! (colonna sonora originale)
- 2010 - Piume pazze
- 2011 - Meglio tardi che Mao

Singoli (CD)
- 2001 - Prima di addormentarmi
- 2001 - Un mondo diverso

Singoli (Promo CD)
- 2004 - Electro samba

Singoli (Digitale)
- 2019 - Nudi alla meta
- 2019 - Le cose
- 2020 - Scusa caro vicino
- 2020 - Velenosa

Compilation (CD)
- 2001 - AA.VV. - Tora! Tora! Compilation (Mao - Prima di addormentarmi)
- 2001 - AA.VV. - Tora! Tora! 2001 (Mao - L'effetto che fa (una sconfitta in due))
- 2002 - AA.VV. - Tora! Tora! 2002 (Mao - Io viaggio)

Compilation (Promo CD)
- 2002 - AA.VV. - Cool Sound Italiano (Mao - Prima di addormentarmi)

Compilation (Digitale)
- 2005 - AA.VV. - to_potlach (Mao - Gridalo forte!)
- 2012 - AA.VV. - Turin Songwriters Festival (Mao - Dikono ke)
- 2023 - AA.VV. - Tunes That Stick Vol 9 (Mao - E-motion)

Bootleg
- 2009 - Il Salotto di Mao - Vol. 1
- 2012 - Il Salotto di Mao - Vol. 2
- 2013 - Il Salotto di Mao - Vol. 3

Collaborazioni
Album (CD-MC)
- 1991 - Fratelli di Soledad - Salviamo il salvabile (voce in Gioia e rivoluzione, Fiume sand creek, (Per quello che ho da fare) Faccio il militare, Nel ghetto, Gianna)
- 1991 - Gianni Cirigliano - No stop! (demo) (autore, voce)
- 1992 - Francesca Olivieri & Deep River Choir - Francesca Olivieri & Deep River Choir (corista basso)
- 1994 - Fratelli di Soledad - Gridalo forte (cori)
- 1995 - Africa Unite - Un sole che brucia (cori in Rubaduba, Uniformi, Terra tua, Immobile)
- 1998 - Max Gazzè - La favola di Adamo ed Eva (coautore musica, voce, chitarra acustica in Colloquium vitæ)
- 1999 - Delta V - Psychobeat (autore testo, voce in La mia cosa)

Album (CD)
- 2004 - Zerouno - Zerouno (voce in Non ti conosco)
- 2007 - Vittorio Cane - Secondo (voce in Ci proverò)
- 2008 - Stiv - Blu senape (voce in Proiettile lento)
- 2009 - Hellzapop - Finché la luce è accesa (voce in La notte delle stelle di plastica)
- 2011 - Max Gazzè - La favola di Adamo ed Eva - Max Gazzè (coautore musica, voce, chitarra acustica in Colloquium vitæ)
- 2011 - Soluzione - L'esperienza segna (voce in Anni 70)
- 2011 - Persiana Jones - Essenze (voce in Odio il lunedì)
- 2011 - Tilt - L'evoluzione delle ombre (coautore testo in Come se, Paura mai)
- 2012 - Davide Tosches - Il lento disgelo (voce in Scintille)
- 2013 - Dj Fede - Tutti dentro… di nuovo (voce in A chance for peace)
- 2014 - Fratelli di Soledad - Salviamo il salvabile (atto II) (cori in Je vous salue Ninì)
- 2015 - Dj Fede - Funk & Dub (voce in A chance for peace (Jolly Mare & B.Kun Dub Remix), Holdin' on (Dj Fede Fresh Dub), Lucky fellow (Pisti Remix), Lady Day & John Coltrane (Lady Dub by Alambic Conspiracy Dub Version), Con il nastro rosa (Pink Stripe Dub Remix by Alambic Conspiracy)
- 2017 - Dj Fede - Rude Boy Rocker (voce in Holdin' on, Lucky fellow, A chance for peace,  Lady Day & John Coltrane)
- 2018 - Powerillusi - Powerillusi & Friends (voce, chitarra acustica, cori in Quella del papà)
- 2018 - Max Gazzè - La favola di Adamo ed Eva - 1998-2018 Anniversary Edition (coautore musica, voce, chitarra acustica in Colloquium vitæ)
- 2019 - LATLETA - Miraggi (chitarra acustica in Io ti conosco)
- 2021 - Simona Palumbo - Latin land (coautore testo, autore musica, voce in Un’onda)
- 2025 - Simona Palumbo - Latin vibes (coautore testo, autore musica, voce in Un'onda (Remix))

Album (Digitale)
- 2007 - T.O.E.! - Vivisezione di un alluce (voce in Carlo sei nei guai (Mao mix)).
- 2014 - Davi Campa - Metamorfosi (voce, chitarra acustica in A volte cadiamo)
- 2015 - Il Tusco - Il Tusco canta e Mao gliele suona! (voce in Demagogia fiscale)
- 2021 - Simona Palumbo - Latin land (coautore testo, autore musica, voce in Un’onda)
- 2023 - Stiv Tirella - Tale e quale (coautore testo, voce in Una notte e un giorno in più, voce in Fuori)
- 2023 - Samle - 2000 - 2008 (autore testo, voce, chitarra acustica, produzione in Mi distruggi?)
- 2025 - Simona Palumbo - Latin vibes (coautore testo, autore musica, voce in Un'onda (Remix))

Album (LP)
- 2014 - Dj Fede - Rude Boy Funker (voce in Holdin' on, Lucky fellow, A chance for peace, Lady Day & John Coltrane, Lady Day & John Coltrane (Lady Dub - Alambic Conspiracy Dub Version))
- 2018 - Max Gazzè - La favola di Adamo ed Eva - 1998-2018 Anniversary Edition (coautore musica, voce, chitarra acustica in Colloquium vitæ)
- 2019 - LATLETA - Miraggi (chitarra acustica in Io ti conosco)

Singoli (10")
- 1994 - Fratelli di Soledad - Gridalo forte (cori)

Singoli (7")
- 2013 - Dj Fede - A change for peace / Torino violenta 2 (voce in A change for peace)
- 2014 - Dj Fede - Lucky fellow / Ain't no Sunshine (voce in Lucky fellow)

Singoli (CD)
- 1999 - Max Gazzè - Colloquium vitæ (coautore musica, voce, chitarra acustica in Colloquium vitæ e Colloquium vitæ (album version))

Singoli (Promo CD)
- 1999 - Max Gazzè - Colloquium vitæ (coautore musica, voce, chitarra acustica in Colloquium vitæ e Colloquium vitæ (album version))
- 2007 - Vittorio Cane - Ci proverò (voce)

Singoli (Digitale)
- 2011 - Soluzione - Anni 70 (voce in Anni 70)
- 2018 - Trio Marciano feat. Bandakadabra - Stoppi
- 2022 - Trio Marciano - Incipit
- 2022 - Trio Marciano - Terme di Stura
- 2023 - Trio Marciano - Vieni a vivere di noi
- 2023 - Simona Palumbo - Un'onda (Remix) (coautore testo, autore musica)

EP (Digitale)
- 2023 - Trio Marciano - Trilogy

Compilation (CD)
- 1999 - AA.VV. - Hit Summer Now (Max Gazzè feat. Mao - Colloquium vitæ)
- 2002 - AA.VV. - Deejay for Christmas (Deejay All Stars - Tutti pazzi per Mary Xmas (Trying to Make a Fool of Me))
- 2006 - AA.VV. - Piemontegroove Vol. 2 (Mao & The Nice Guys -  Could be right)
- 2007 - Max Gazzè - The Best of Platinum (Max Gazzè feat. Mao - Colloquium vitæ)
- 2008 - AA.VV. - Deviazioni (Un omaggio a Vasco Rossi) (Persiana Jones feat. Mao - Lunedì)
- 2008 - Max Gazzè - The Virgin Collection: Una musica può fare (Max Gazzè feat. Mao - Colloquium vitæ)
- 2010 - AA.VV. - Boom Boom Fred (Mao & Santabarba - Eri piccola così)
- 2012 - AA.VV. - Natale a casa Deejay (Deejay All Stars - Tutti pazzi per Mary Xmas (Trying to Make a Fool of Me))
- 2013 - Max Gazzè - The Platinum Collection (Max Gazzè feat. Mao - Colloquium vitæ)
- 2014 - AA.VV. - Natale a casa Deejay (Deejay All Stars - Tutti pazzi per Mary Xmas (Trying to Make a Fool of Me))

Compilation (CD Promo)
- 2012 - AA.VV. - Turin Songwriters Festival (Mao - Dikono ke)

Compilation (MC)
- 2002 - AA.VV. - Deejay for Christmas (Deejay All Stars - Tutti pazzi per Mary Xmas (Trying to Make a Fool of Me))

Compilation (Digitale)
- 2009 - AA.VV. - Torino Sistema Solare. San Salvario: da mezzanotte alle quattro (Vittorio Cane feat. Mao - Ci proverò)

Produzioni
Album (CD)
- 2011 - Tilt - L'evoluzione delle ombre (co-produttore artistico)
- 2021 - Simona Palumbo - Latin land (co-produttore artistico, co-arrangiatore)

Album (Digitale)
- 2015 - ConiglioViola - Recuperate le vostre radici quadrate (missaggio in Nell'aria, Alexander Platz)
- 2015 - Il Tusco - Il Tusco canta e Mao gliele suona! (produttore artistico, arrangiamento, registrazione, missaggio, eccetto Le Parole)
- 2021 - Simona Palumbo - Latin land (co-produttore artistico, co-arrangiatore)

EP (Digitale)
- 2024 - Il Tusco - TuscoLana

Singoli (CD)
- 2002 - Cerchi nel grano - Ciao mondo (co-produttore artistico, co-missaggio)

Singoli (Digitale)
- 2020 - Follùcida - Le parole giuste (produttore artistico, arrangiamento, registrazione, missaggio)
- 2024 - Il Tusco - Notte artificiale

### Bit Reduce
Compilation (CD)
- 2003 - AA.VV. - Piemonte Groove (Bit Reduce - Bad boy screaming)

### U-Matic
Album (CD)
- 2004 - Motel Connection & AA.VV. - A/R Andata + Ritorno (colonna sonora originale) (U-Matic - Da nessuna parte)

## Videografia

### Mao
- 1996 - Mao e la Rivoluzione - Febbre (Luca Pastore)[22]
- 1997 - Mao - Romantico (Lorenzo Vignolo)[23]
- 1997 - Mao - Satelliti (Lorenzo Vignolo)[24]
- 1998 - Mao - Chinese take away (Lorenzo Vignolo)[25]
- 2001 - Mao - Prima di addormentarmi (Fabio Jansen)[26]
- 2001 - Mao - Un mondo diverso (Lorenzo Vignolo)[27]
- 2002 - Mao - Io viaggio (Beniamino Catena)[28]
- 2010 - Mao - La mia soddisfazione (Paolo Modugno)[29]
- 2020 - Mao - Scusa caro vicino (Hiram Gellona)[30]
- 2020 - Mao x Il Tusco - Velenosa (Hiram Gellona)[31]
- 2022 - Mao feat. Bianco - Stringimi #25 (Mattia Martino)[32]

### Collaborazioni
- 1999 - Max Gazzè feat. Mao - Colloquium vitæ (Daniele Persica)[33]
- 1999 - Delta V - Il primo giorno del mondo (Fabrizio Trigari)[34]
- 2007 - Vittorio Cane feat. Mao - Ci proverò (Claudio Cosimato)[35]
- 2007 - Nadàr Solo - Novenovembre (Luciano De Simone)[36]
- 2008 - Vittorio Cane - Domenica (Luca Cosimato e Holland)[37]
- 2009 - Santabarba - Nano capitano (Tommaso Caroni)[38]
- 2010 - Fratelli di Soledad - Je vous salue Ninì (Gigi Roccati)[39]
- 2013 - DJ Fede feat. Mao - A change for peace (Alessandro Pisani)[40]
- 2018 - Trio Marciano feat. Bandakadabra - Stoppi[41]
- 2020 - Powerillusi feat. Mao & Parpaglione - Quella del papà (Vince Ricotta)[42]
- 2022 - Trio Marciano - Incipit (Mattia Martino)[43]
- 2022 - Simona Palumbo feat. Mao - Un'onda (Hiram Gellona)[44]
- 2023 - Trio Marciano - Vieni a vivere di noi (Mattia Martino)[45]
- 2023 - Simona Palumbo feat. Mao - Un'onda (Remix) (Giorgio Lusso)[46]
- 2024 - Trio Marciano - Terme di Stura (Vito Miccolis)[47]

## Formazioni e progetti paralleli
- 1987-1990 - Voodoo (Roberto Bovolenta, Mauro Gurlino, Luca Mangani, Andrea Mazzon)
- 1989-1992 - Magnifica Scarlatti (Silvio Bernelli, Elvin Betti, Mauro Gurlino, Alesandro Picciuolo)
- 1992 - solista
- 1993-1998 - Mao e la Rivoluzione (Paolo Cucco, Mauro Gurlino, Gianluca Medina, Matteo Salvadori)
- 1999 - Le Kojak (Mauro Gurlino + ospiti)
- 2002 - Bit Reduce (Luca Gennaro, Mauro Gurlino)
- 2004 - U-Matic (Alessandro Di Maggio, Mauro Gurlino)
- 2007-2014 - Le Voci del Tempo (Mario Congiu, Mauro Gurlino, Marco Peroni)
- 2007-2011 - Mao & Santabarba (Claudio De Marco, Mauro Gurlino, Eugenio Odasso, Mattia Martino)
- 2011-2012 - Mao & Barber Mouse (Mattia Barbieri, Mauro Gurlino, Fabrizio Rat, Stefano Risso)
- 2011-2012 - Kitchen Trio (Mauro Gurlino, Vito Miccolis, Gianluca Senatore)
- 2018 - Trio Marciano (Mauro Gurlino, Vincenzo Mesiti, Vito Miccolis)

## Strumentazione dal vivo
- Epiphone Chet Atkins
- Fender Telecaster
- Gibson John Lennon J-160E Peace
- Gibson Acoustic Songwriter Deluxe Studio
- Martin DXM Acoustic Guitar

## Festival di Sanremo
| Anno | Categoria | Brani     | Interprete |
| ---- | --------- | --------- | ---------- |
| 1997 | Giovani   | Romantico | Mao        |

## Filmografia
Cortometraggi
- 1997 - Casa (Mauro “Mao” Gurlino e Paolo “Gep” Cucco)
- 2002 - La gara di salto con le uova (Enrico Iacovoni)[48]
- 2003 - Garage madama (Nicola Rondolino)[49]
- 2004 - L'inquilina dell'ultimo piano (single si nasce) (Igor Mendolia e Guido Norzi)[50]
- 2010 - Il diario di “Piume pazze” (Alessandra Guidetti)[51]
- 2012 - Non ho nulla da concordare - Deluxe (Simone Gigiaro, Damiano Monaco e Gabriele Monaco)[52]

Lungometraggi
- 2000 - 20 Venti (Marco Pozzi)
- 2001 - 500! (Giovanni Robbiano, Lorenzo Vignolo e Matteo Zingirian)
- 2002 - Perdutoamor (Franco Battiato)
- 2004 - A/R Andata + Ritorno (Marco Ponti)
- 2006 - I comizi di Mao (Mauro “Mao” Gurlino)[53]
- 2011 - I soliti idioti - Il film (Enrico Lando)
- 2013 - Passione sinistra (Marco Ponti)
- 2014 - Ti amo troppo per dirtelo (Marco Ponti)
- 2014 - The Beautiful “Loser”. Una vita apparentemente normale. Gigi Restagno e la Torino musicale degli anni ottanta (Diego Amodio)
- 2016 - Rotte indipendenti: Torino (Giangiacomo De Stefano e Lara Rongoni)[54]
- 2024 - I soliti idioti 3 - Il ritorno (Fabrizio Biggio, Francesco Mandelli, Ferruccio Martini)

## Televisione
MTV
- 1997-1998-1999-2001 - Kitchen
- 1999 - Super Kitchen
- 1997 - Hot
- 1999 - Tiziana
- 2000-2001 - Romalive

Match Music
- 1999 - Sanremo

Rai
- 2009 - Scalo 76
- 2021 - Che succ3de?

## Radio
Radio Flash
- 1988-1996
- 1994-1995 - L'agenda di Mao
- 2006-2007 - L'oro in bocca
- 2007-2008 - Flash International
- 2014-2014 - Meglio tardi che Mao (Diario di un Cantastorie)
- 2014-2019 - Roba forte
- 2016-2019 - Il Salotto di Mao

Radio Deejay
- 1998 - Per noi giovani
- 1997-1999 - Kitchen

Radio Torino Popolare
- 2003-2005

Gru Radio
- 2009-2014 - Magical Mystery Turin, Il Salotto di Mao, The Mao Mad Show, Il Diario di Mao, Aspettando Gru Village

Rai Radio 1
- 2010-2011 - Ventura Football Club

Radio Città Futura
- 2017-2018 - Il Salotto di Mao

Radio Reporter Torino
- 2019-2020 - Il Salotto di Mao

## Presentatore
- 2000 - MTV Day
- 2006 - Traffic - Torino Free Festival
- 2007 - Universiade
- 2007 - Traffic - Torino Free Festival
- 2008 - Traffic - Torino Free Festival
- 2012 - Traffic - Torino Free Festival
- 2013 - Torino Jazz Festival

## Romanzi
- 2011 - Mauro “Mao” Gurlino, Meglio tardi che Mao, Espress Edizioni, Torino, Italia, pp. 102, ISBN 9788897412168
- 2013 - Mauro “Mao” Gurlino, Olràit! Mao sogna Celentano e gliele canta, Arcana Edizioni, Roma, Italia, pp. 187, ISBN 9788862312219

## Curiosità
- La canzone Dolore fisico, pubblicata nel 1989 su un 45 giri come Mao e gli Indiani , veniva utilizzata nella trasmissione televisiva Mai dire Gol.
- Il 29 marzo 1996 la band Mao e la Rivoluzione apre il concerto degli Oasis al Palalido di Milano durante il (What's the Story) Morning Glory? Tour.[55]
- Il numero 193 della rivista musicale Fare Musica, pubblicato nel 1997, vede in copertina affiancati Richard Ashcroft dei Verve e Mao, accompagnati dal titolo “separati dalla nascita!”.
- La canzone Chinese take away è presente nel film Abbiamo solo fatto l'amore (1998) di Fulvio Ottaviano.
- Il videoclip della canzone Chinese take away ha vinto il premio come miglior videoclip overground al Meeting delle etichette indipendenti del 1998.
- Nel 1998 vince il Premio Titano del Festival di San Marino per la categoria miglior gruppo rock.
- Nel versione originale del videoclip della canzone Un mondo diverso, la scena finale vedeva Mao ballare e suonare la chitarra con alle spalle una parete formata da tre enormi fotografie: un campo di fiori, un lago con capanne thailandesi e lo skyline di New York con le Torri Gemelle. Il videoclip venne mandato in onda pochi giorni prima dell'11 settembre 2001, per poi essere immediatamente ritirato. Una settimana dopo iniziò ad essere trasmessa una versione alternativa con la scena finale appositamente rimaneggiata (nella versione originale, infatti, Mao sorridendo faceva con la mano il segno di vittoria, con sfondo il World Trade Center).
- Morgan, co-produttore insieme a Mao di Black mokette, ritiene il disco il più bello su cui abbia lavorato nella sua carriera.[56]
- Durante la presentazione a Torino del disco Il padrone della festa di Fabi Silvestri Gazzè, Daniele Silvestri ha dichiarato di avere ricordi legati alla città di Torino accompagnati dalle canzoni di Mao, tanto da essersi ispirato alla canzone Febbre per la sua Cohiba.
- La canzone Satelliti è stata inserita da Indie for Bunnies nella top 10 dei brani indie-rock italiani pubblicati da outsiders negli anni Novanta.[57]